# Nemichthys larseni
Nemichthys larseni är en fiskart som beskrevs av Nielsen och Smith, 1978. Nemichthys larseni ingår i släktet Nemichthys och familjen skärfläcksålar. Inga underarter finns listade i Catalogue of Life.